# Gaston Chevrolet

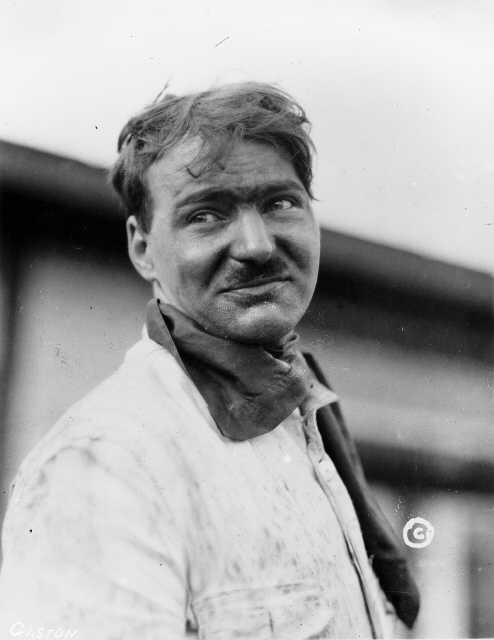
Gaston Chevrolet 1920

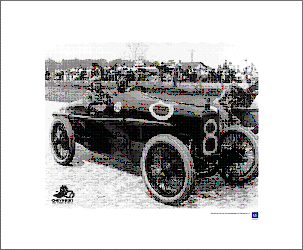
Gaston Chevrolet posiert nach einem siegreich beendeten Rennen in einem Monroe (1919)

Gaston Chevrolet (* 26. Oktober 1892 in der Nähe von Beaune, Côte-d’Or (Frankreich); † 25. November 1920 in Beverly Hills, Kalifornien) war ein Schweizer und ab 1915 US-amerikanischer Automobilrennfahrer.

## Karriere
Gaston Chevrolet wurde in Frankreich geboren, wohin seine Schweizer Eltern einige Jahre zuvor emigriert waren. Er war der jüngere Bruder von Louis Chevrolet, der später gemeinsam mit William Durant die Automarke Chevrolet gründete, und Arthur Chevrolet. Nachdem Louis nach Amerika auswandert war und genug Geld verdient hatte, holte er seine Brüder Gaston und Arthur nach. Gaston arbeitete als Mechaniker und folgte Louis in den Automobilrennsport.
1915 trennten sich Louis Chevrolet und William Durant im Streit und er verließ das Unternehmen. Durant nutzte es, um die Macht bei General Motors, die er 1910 verloren hatte, zurückzugewinnen. 1916 wurde Gaston Partner seiner Brüder in der Frontenac Motor Corporation. Am 27. Oktober 1916 heiratete er Marguerite Bueron aus Brooklyn.
Gaston Chevrolet bestritt sein erstes Rennen 1917 in Cincinnati, wo er beim 500 Meilen Memorial Day race auf Anhieb Dritter wurde. Nach dem Kriegseintritt der USA im Ersten Weltkrieg diente er in der US-Armee. Mit einem Frontenac-Rennwagen trat er 1919 bei den Indianapolis 500 an und wurde Zehnter. Sein Bruder Louis beendete das Rennen auf dem siebenten Platz.
Im darauf folgenden Jahr durchbrach Gaston die europäische Dominanz auf dem Indianapolis Motor Speedway und gewann das Rennen auf einem Monroe mit Frontenac-Vierzylindermotor. Die meisten anderen Top-Ten-Plätze belegten die neuen Duesenberg 183 Achtzylinder. Gaston Chevrolet war der erste Fahrer, der dieses Rennen ohne einen Reifenwechsel beendete. Mit einem Durchschnitt von 88,16 mph fuhr er die bis dato zweitschnellste Zeit auf dieser Strecke. Nach diesem Sieg nahm er an einigen weiteren Rennen teil und gewann ein 100-Meilen-Rennen gegen Tommy Milton und Ralph Mulford (beide auf Duesenberg).
Mit dem hereinbrechenden Winter zog der Rennbetrieb an die Westküste der USA. Auf dem Beverly Hills Speedway in Los Angeles kam Gaston beim Rennen um den Titel des „Speed King of the Year“ ums Leben. Bei der schweren Kollision in der 146. Runde des 250 Meilen-Rennens mit Eddie O’Donnell (Duesenberg) wurde dessen Rennmechaniker Lyall Joll augenblicklich getötet; O’Donnell erlag seinen Verletzungen später im Spital. Einzig Chevrolets Rennmechaniker John Bresnahan überlebte schwer verletzt.